# Valérie Doye
Pour les articles homonymes, voir Doye (homonymie).
Valérie Doye est une biologiste cellulaire et directrice de recherches française, spécialiste des pores nucléaires. Elle travaille à l'Institut Jacques-Monod et y est directrice adjointe depuis 2020.

## Biographie
Valérie Doye soutient sa thèse de doctorat en 1991 à l'université Pierre-et-Marie-Curie sur la différenciation cellulaire des neurones sous la direction d'André Sobel.
De 1991 à 1994 , elle effectue ses recherches postdoctorales auprès d'Ed Hurt au Laboratoire européen de biologie moléculaire à Heidelberg en Allemagne. C'est là qu'elle découvre les pores nucléaires, des structures macromoléculaires très organisées, ancrées dans l'enveloppe nucléaire. Elle travaille sur les cellules de la levure de bière et identifie de nouvelles protéines appelées nucléoporines (en) telles que Nup133 (en). Elle entre à l'Institut Curie en 1994 et commence à travailler sur les cellules humaines auprès de Michel Bornens, elle y développe sa propre équipe de recherche.
En 1998, elle soutient une seconde thèse à l'occasion de son habilitation universitaire à l'Université Paris-Sud et en 2004, elle devient directrice de recherches au CNRS. Elle dirige l'équipe Fonctions non-conventionnelles des pores nucléaires à l'Institut Jacques-Monod. Ses travaux démontrent notamment l'implication du complexe Nup107-160 dans la différenciation des cellules souches embryonnaires. En 2009, elle reçoit la médaille d'argent pour ses travaux. Elle est directrice adjointe de l'Institut Jacques-Monod depuis 2020.

## Distinctions
- 2009 : médaille d'argent du CNRS[2].